# Boeing XB-55
Le Boeing XB-55 (connu chez l'avionneur comme le Model 474) est un projet de bombardier stratégique américain destiné à remplacer le B-47 Stratojet dans la United States Air Force (USAF).

## Historique
Le projet du XB-55 naît d'un appel d'offres émis par l'United States Air Force en octobre 1947, deux mois avant le premier vol du prototype XB-47. Plusieurs avionneurs américains répondent à cet appel d'offres, dont Boeing, qui est sélectionné et reçoit un contrat le 1er juillet 1948 pour réaliser des études de développement. L'approche initiale de Boeing consiste à monter quatre turbopropulseurs sur une cellule semblable à celle de son B-47. La voilure doit avoir une flèche moins forte et des nacelles suspendues sous les ailes doivent accueillir les moteurs, des Allison T40-A-2 qui doivent entraîner des doublets d'hélices tripales contrarotatives, soit six pales par moteur. Le train d'atterrissage reste monotrace avec des balancines se rétractant dans les nacelles intérieures, semblable à celui du B-47. Le XB-55 doit avoir une vitesse maximale de 790 km/h et une vitesse de croisière de 700 km/h avec une masse maximale de 69 000 kg ; l'avion doit avoir une envergure de 41 m et être long de 36,2 m.
Des désaccords se mettent en place entre le motoriste et le fabricant des hélices sur le fait que l'arbre de transmission du Allison T40-A-2 soit assez résistant pour supporter l'effort généré par les hélices tournant à grande vitesse. Selon Allison, au moins quatre ans sont nécessaires avant que des moteurs parfaitement au point puissent être livrés. En octobre 1948, lors d'une conférence à Dayton, les problèmes du XB-55 apparaissent lorsqu'il est envisagé que le XB-52 (Model 464 de Boeing), jusqu'alors conçu avec des turbopropulseurs, puisse être motorisé par le turboréacteur Pratt & Whitney J57 en cours de développement. Au cours de la semaine qui suit, il apparaît évident que non seulement le XB-52 dépasserait les performances du XB-55, mais aussi qu'il pourra voler un an avant que le XB-55 puisse recevoir des moteurs fiables. D'autre raisons en faveur de l'abandon du XB-55 sont des restrictions budgétaires du gouvernement et le prise de conscience que le B-47 soit plus réussi que prévu. Le 29 janvier 1949, l'Air Materiel Command annule le contrat pour le Boeing XB-55.
Dans le cadre d'un contrat modifié, le Project 474 est converti en Project 479 ; selon ce nouveau projet, le bombardier doit désormais être équipé de six turboréacteurs Westinghouse J40 au lieu de turbopropulseurs, le voilure reste semblable mais avec une emplanture plus épaisse. Les études d'ingénierie et la construction d'une maquette sont annulées bien que Boeing soit invité à continuer les études de faisabilité et les essais en soufflerie. Les études s'avèrent précieuses pour le développement du B-52 Stratofortress, qui vole pour la première fois le 15 avril 1952. Au terme du programme XB-55, aucun prototype n'est construit.